# Мека (провинција)
Мека (арап. مكة المكرمة‎) је провинција на западу Саудијске Арабије. Главни град провинције је Мека. Мека има 8.557.766 становника и површину од 153.148 km2. Густина насељености је 45 по квадратном километру.